# Xã London, Quận Freeborn, Minnesota
Xã London (tiếng Anh: London Township) là một xã thuộc quận Freeborn, tiểu bang Minnesota, Hoa Kỳ. Năm 2010, dân số của xã này là 315 người.